# 趙師淵
趙師淵（約1150年—1210年），字幾道，號訥齋。

## 生平
趙宋宗室秦王趙德芳八世孫，南宋乾道八年（1172年）進士。歷任衢南、劍南、寧海軍推官。
淳熙元年（1174年），朱熹在黃岩江北樊川書院講學，趙師淵執弟子禮。朱熹與趙師淵依據司馬光《資治通鑒》、《舉歷要》及胡安國《舉要補遺》等書，簡化內容，以目敘事，編成《資治通鑒綱目》一書，書未成朱熹已逝。此書序與提要為朱熹所作，〈凡例〉為兩人商榷而定，至於綱目五十九卷全出趙師淵之手。
紹熙五年（1194年），趙師淵任職事官，隔年被韓侂胄排擠貶謫，免官歸家，閒置十余年，專心研究理學。复出任温州通判，太常簿，司农太常丞。又与丞相不合，罷官，不久卒於家，曾教育過侄孫趙與𤍟。
著有《訥齋集》。事蹟見《滄洲諸儒學案》。

## 著作
- 資治通鑒綱目
- 訥齋集